# Лологонітль
Лологонітль (рос. Лологонитль) — село Ахвахського району, Дагестану Росії. Входить до складу муніципального утворення Сільрада Село Лологонітль.
Населення — 1574 (2015).

## Населення
За даними перепису населення 2002 року в селі мешкало 1166 осіб. У тому числі 546 (46,83 %) чоловіків та 620 (53,17 %) жінок.
Переважна більшість мешканців — авахці (99 % усіх мешканців). У селі переважає ахвахська мова.